# Quinto Fabio Vibulano
Quinto Fabio Vibulano, figlio di Marco Fabio Vibulano (in latino: Quintus Fabius Vibulanus; fl. 467-447 a.C.), fu console della Repubblica romana per tre volte.
Secondo Tito Livio fu il solo maschio della Gens Fabia sfuggito alla morte conseguente alla sfortunata campagna dei Fabii contro Veio e culminata con la battaglia del Cremera nel 477 a.C..

## Primo consolato
Quinto Fabio Vibulano fu eletto console per la prima volta nel 467 a.C., con Tiberio Emilio Mamercino al secondo consolato, che appoggiò nuovamente la legge agraria.
Nuovamente sorsero forti contrasti con i senatori ed i proprietari terrieri, timorosi di perdere parte delle loro proprietà; Quinto Fabio propose allora di distribuire alla plebe la porzione di terre sottratte ai Volsci l'anno precedente dal console Tito Quinzio Capitolino Barbato, fondando una colonia nei pressi di Anzio. Tale soluzione riuscì a mantenere la pace sociale, ma scontentò comunque la plebe, che si sentiva allontanata dalla patria, tanto che in pochi aderirono e una parte delle terre venne distribuita agli alleati Latini ed Ernici, e, visto che ne rimase ancora, alla fine parte tornò agli Anziati.
Quindi a Quinto Fabio fu dato il comando della campagna contro gli Equi, che preferirono evitare il confronto e chiedere la pace ai Romani. Quinto Fabio, delegato dai Senatori, concluse la pace con gli Equi, ai quali fu imposto l'unico obbligo, di partecipare, quando richiesto dai Romani, alle campagne militari a proprie spese. Tito Livio invece riporta invece che i trattati di pace tra Romani ed Equi fallirono.

## Secondo consolato
Quinto Fabio fu eletto console per la seconda volta nel 465 a.C., con Tito Quinzio Capitolino Barbato, che era al suo terzo consolato.
Insieme al collega console portò due eserciti romani nel territorio degli Equi, colpevoli di non aver mantenuto la pace con i vicini romani, colpendoli con frequenti razzie. La battaglia che si svolse sul monte Algido fu favorevole ai romani, che posero l'assedio al campo nemico.
In quel frangente si registrarono ancora numerose razzie degli Equi nei territori romani, con grande paura tra i contadini. A questo stato di confusione pose rimedio il console Tito Quinzio, che messosi sulla tracce dei razziatori, li fece finire nella trappola predisposta da Quinto Fabio che li sconfisse definitivamente..
Durante l'anno a Roma si tenne il censimento il cui esito finale fu celebrato dal collega Tito Quinzio.
(Tito Livio, Ab Urbe Condita Libri, Libro III, 3.)

## Terzo consolato
Quinto Fabio fu quindi eletto console per la terza volta nel 459 a.C., con Lucio Cornelio Maluginense Uritino, al suo primo consolato.
Durante il terzo consolato guidò l'attacco contro i Volsci, trinceratesi davanti alla colonia di Anzio, mentre il collega console garantiva la sicurezza dei territori romani da possibili attacchi degli Equi. Dionigi invece racconta che l'assedio di Anzio, e la vittoria dei romani sui Volsci ed i coloni romani ribellatesi alla madrepatria, fu condotta da Lucio Cornelio.
Aveva appena messo in rotta i Volsci, quando fu raggiunto dalla notizia che gli Equi avevano preso la rocca di Tusculum. Memore dell'aiuto prestato dai Tuscolani l'anno prima, per riprendere il Campidoglio, preso da Appio Erdonio con i suoi rivoltosi, prestò immediatamente soccorso agli alleati. Alla fine gli Equi non furono sconfitti con le armi, ma dal lungo assedio. Fatti uscire dalla città sotto il giogo dei nemici, nudi e senz'armi, furono massacrati da Fabio nei pressi del Monte Algido. A quel punto agli Equi non restò che firmare un trattato di pace con i romani.
Se nel racconto di Livio la riconquista di Tusculum fu lunga e difficoltosa, in quello di Dionigi, gli Equi abbandonarono la città, non appena videro giungere gli armati romani.
Quinto Fabio infine volse le forze romane contro gli Ecetrani, che però rifiutarono lo scontro in campo aperto.
I due consoli, tornati a Roma, dove ottennero il trionfo, riuscirono ad impedire che si giungesse alla votazione della Lex Terentilia, perpetrando in tal modo la politica ostruzionistica del Senato, iniziata 4 anni prima.
Nel decimo censimento che fu consacrato alla fine del suo consolato, si contarono 117.319 cittadini romani..

## Decemvirato
Nel 450 a.C. fu eletto tra i decemviri per il secondo decemvirato, che sebbene arrivò a produrre quello per cui era stato istituito, ovvero la riforma dell'ordinamento romano attraverso la stesura delle Leggi delle XII tavole, si caratterizzò per una forte impronta anti popolare ed autoritaria, tanto che i dieci magistrati andarono oltre il mandato conferitogli.
Allo scoppio delle ostilità contro Sabini ed Equi, a Fabio, coadiuvato da altri colleghi decemviri Manio Rabuleio e Quinto Petelio Libone Visolo, fu affidata la conduzione delle operazioni contro i Sabini. Tra i propri soldati militavano Lucio Icilio, fidanzato di Verginia, e Publio Numitorio, zio materno della ragazza, futuri tribuni della plebe.
Nel 449 a.C., ristabilite le prerogative dei Tribuni della plebe dai consoli Lucio Valerio Potito e Marco Orazio Barbato, fu accusato dai tribuni per le azioni illegali adottate durante il decemvirato, e per questo fu inviato all'esilio, dopo che gli furono confiscati i propri beni..

## Critica storica
Livio asserisce che Quinto Fabio era stato lasciato a Roma in quanto troppo giovane. Il motivo della mancata partecipazione di Quinto Fabio Vibulano alla battaglia dovrebbe essere differente; se dieci anni dopo era abbastanza anziano per poter essere nominato console, all'epoca del Cremera sarebbe stato in età adatta a combattere.